# Stemma di Castel Goffredo
Lo stemma della città di Castel Goffredo è costituito da uno scudo sul quale campeggia un castello a merlatura ghibellina, formato da tre torri coperte in muratura. È evidente il riferimento al castello della città e ai suoi baluardi difensivi denominati torrioni. Lo scudo è timbrato da una corona da città.

## Blasonatura

Gonfalone della città.

L'attuale stemma del comune di Castel Goffredo è stato concesso con DPR del 12 settembre 2003. Ha la seguente blasonatura:
La descrizione del gonfalone, approvato con lo stesso provvedimento, è la seguente:

## Storia
Lo stemma più antico, risalente al 1534 al tempo del marchesato di Castel Goffredo, raffigura una "torre merlata, sormontata dalla croce, con porta e due finestre" e intorno la scritta Castel Guyfredo. Forse fu concesso con pergamena dal primo marchese Aloisio Gonzaga.
È datato 1681 l'emblema fatto dipingere sulla cantoria dell'organo all'interno della chiesa prepositurale di Sant'Erasmo. Nel 1688 ne compare uno in marmo, simile a quello sopracitato, che fu collocato sull'altare del crocefisso in Sant'Erasmo. Nel 1725 venne ricamato su un piviale, conservato nella stessa chiesa. La raffigurazione dello stemma è visibile anche in due documenti del 1738 e del 1779 conservati nell'archivio storico del comune, nei quali le torri sono unite e i merli ghibellini raggruppati. Nel 1812 apparve nella sala del teatro del Palazzo Municipale, con una novità rispetto allo scudo originario: venne aggiunta l'acqua di un fossato e agli inizi del Novecento, arricchito di una bandiera spiegata.
Lo stemma è stato ufficialmente riconosciuto con DPCM del 9 dicembre 1958.
La versione attuale, con gli ornamenti da città, è stata concessa con DPR del 12 settembre 2003.

## Galleria d'immagini

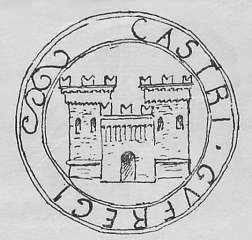
Sigillo del 1515.
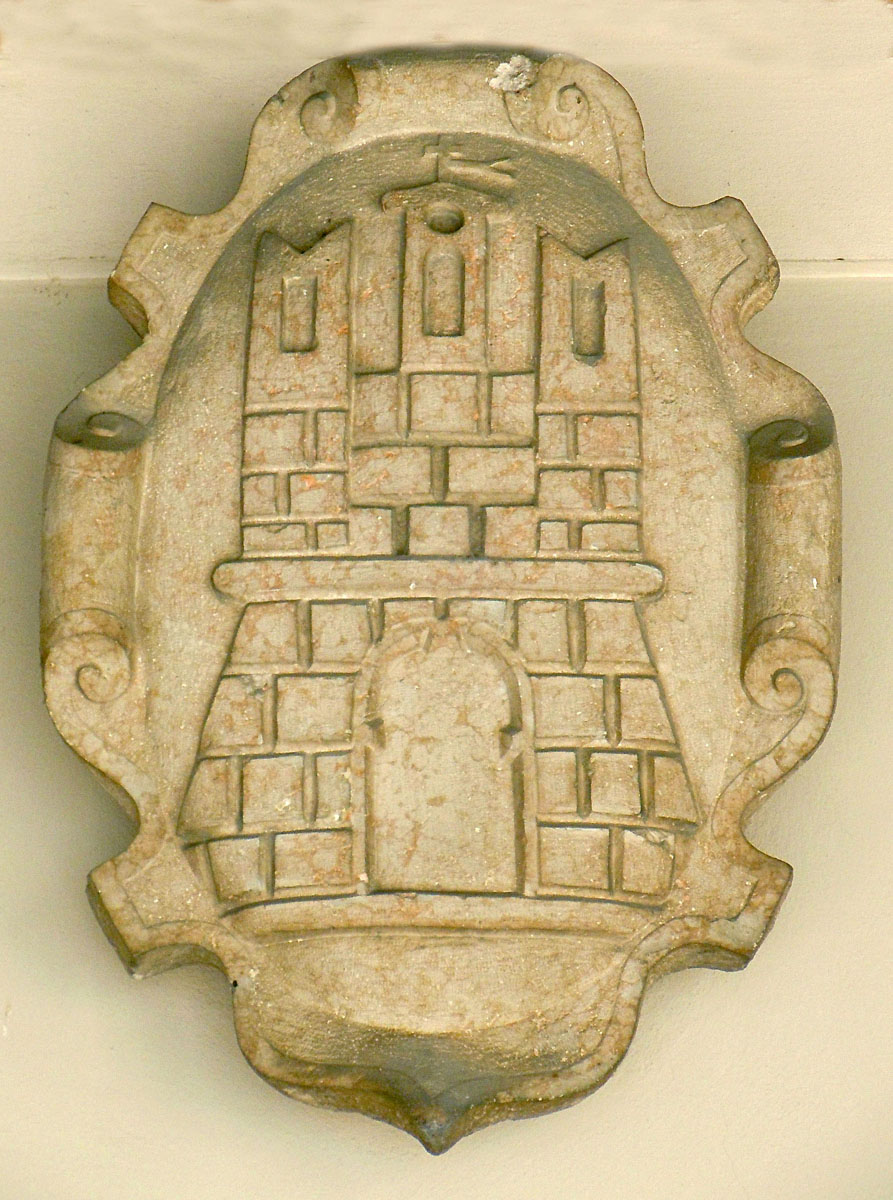
Stemma in marmo posto all'entrata del Palazzo Municipale
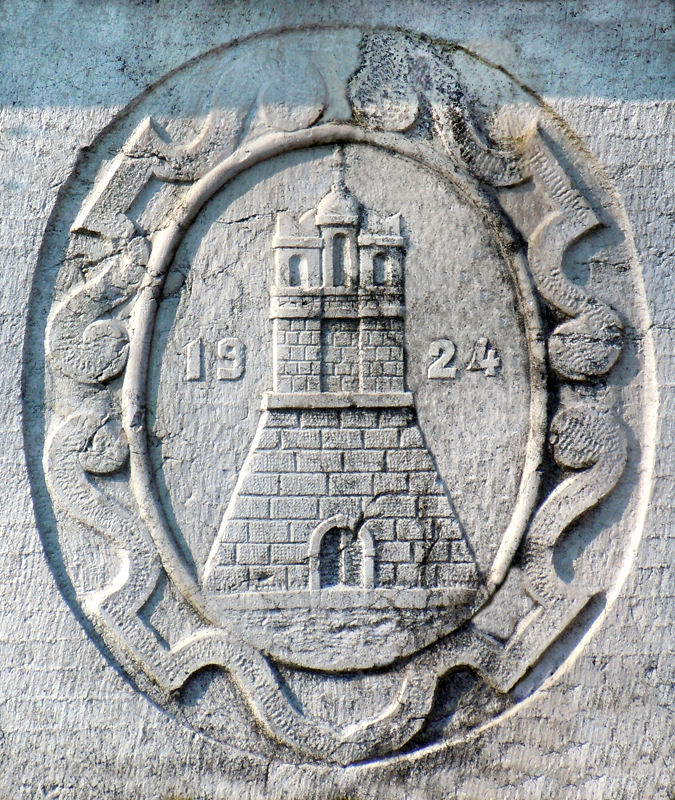
Stemma del Comune sul monumento ai Caduti
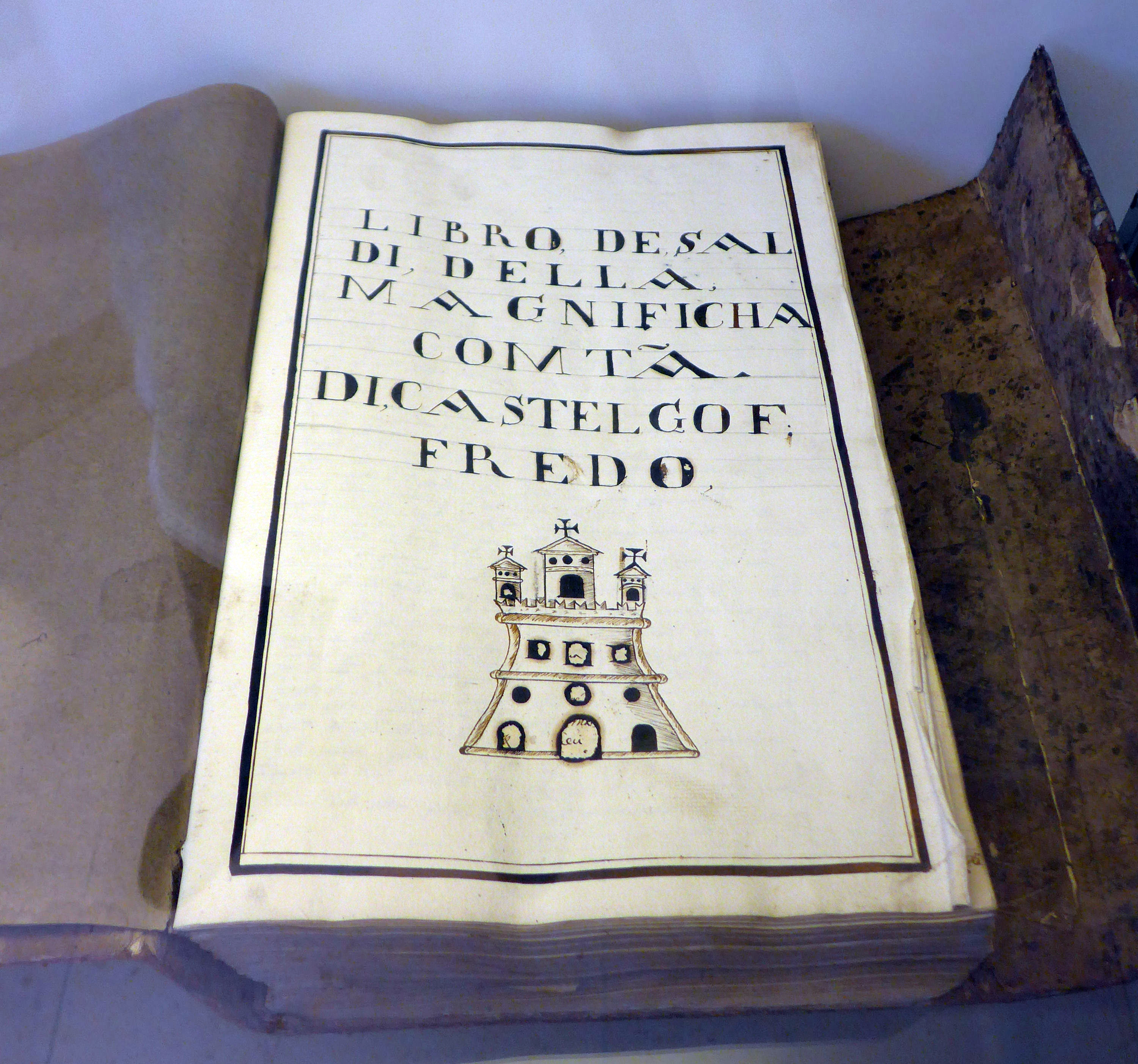
Libro de' saldi Magnifica Comunità di Castel Goffredo con lo stemma della città

### Esplicative
1. ↑  Lo stemma rappresenta la prima fortezza di Castel Goffredo chiamata "Castelvecchio" (Castellum vetus): in primo piano la torre civica di difesa con merlatura ghibellina e al suo interno le torri dei bastioni difensivi del borgo.

### Bibliografiche
1. ↑   Emblema della Città di Castel Goffredo, su presidenza.governo.it. URL consultato l'11 settembre 2020.
2. ↑   Comuni italiani: blasonatura stemma e gonfalone di Castel Goffredo, su comuni-italiani.it. URL consultato il 3 giugno 2016.
3. ↑  Comuni italiani. Stemma Comune di Castel Goffredo.
4. 1 2 3   Piero Gualtierotti, Il Tartarello, n. 4, dicembre 1991,  pp. 3-20.
5. ↑   Giancarlo Cobelli (a cura di), Archivio storico di Castel Goffredo: inventario della sezione anteriore al 1870, Canneto sull'Oglio, 1995.
6. ↑   Castel Goffredo, concessione stemma e gonfalone, su dati.acs.beniculturali.it. URL consultato il 3 dicembre 2024.
7. ↑   Emblema della Città di Castel Goffredo, su presidenza.governo.it. URL consultato l'11 settembre 2020.